# Scarus longipinnis
Scarus longipinnis là một loài cá biển thuộc chi Scarus trong họ Cá mó. Loài này được mô tả lần đầu tiên vào năm 1980.

## Từ nguyên
Từ định danh của loài được ghép bởi hai từ trong tiếng Latinh: longus ("dài") và pinnis ("vây"), hàm ý đề cập đến vây lưng vươn cao và vây bụng dài ở cả cá đực và cá cái (những vây này ở cá đực dài hơn cá cái).

## Phạm vi phân bố và môi trường sống
S. longipinnis có phạm vi phân bố giới hạn ở Nam Thái Bình Dương. Loài này được ghi nhận tại một số vị trí sau: vùng biển phía nam Papua New Guinea; rạn san hô Great Barrier (Úc) và các rạn san hô trên biển San Hô; Nouvelle-Calédonie; Tonga; Niue; quần đảo Cook và quần đảo Australes; xa nhất là quần đảo Pitcairn.
Môi trường sống của S. longipinnis là các rạn san hô viền bờ và rạn san hô vòng, được tìm thấy ở độ sâu khoảng từ 10 đến 55 m.

## Mô tả
S. longipinnis có chiều dài cơ thể tối đa được biết đến là 40 cm. Vây đuôi lõm ở cá cái và cá đực, cá đực trưởng thành có hai thùy đuôi rất dài. Cá đực còn có thêm răng nanh phía sau các phiến răng ở hàm trên. Vây lưng vươn cao ở cả hai giới, là đặc điểm dễ nhận biết nhất của loài này.
Cá cái có màu nâu cam, trên đầu có các vệt sọc màu lục lam bao quanh mõm và cằm, cũng như hai bên má. Cá đực có màu xanh lục lam với nhiều dải màu cam (có màu hồng tím khi được quan sát dưới nước) ở thân; vày trên thân cũng có các vạch cam. Đầu có màu cam với các vệt sọc xanh nhưng rõ hơn cá cái. Vây lưng có màu cá hồi pha hồng ở trước, viền xanh lam óng với một đốm đen nhỏ trên màng vây đầu tiên, chuyển thành màu xanh lục phớt vàng về phía sau; ở gốc gây có một vùng màu xanh tím. Vây hậu môn có một dải sọc ngang màu hồng cam. Vây đuôi có dải màu hồng tím ở hai thùy, một dải cùng màu nối hai dải sọc trên thùy đuôi tạo thành hình chữ H.
Số gai vây lưng: 9; Số tia vây ở vây lưng: 10; Số gai vây hậu môn: 3; Số tia vây ở vây hậu môn: 9; Số tia vây ở vây ngực: 14.

## Sinh thái học
Thức ăn của S. longipinnis chủ yếu là tảo. Chúng có thể sống đơn độc hoặc hợp thành nhóm nhỏ; cá đực có thể sống theo chế độ hậu cung, gồm nhiều con cá cái cùng sống trong lãnh thổ của nó. S. longipinnis là một loài lưỡng tính tiền nữ, tức cá đực là từ cá cái chuyển đổi giới tính mà thành.
S. longipinnis có thể bị đánh bắt ở một số nơi trong khu vực, nhưng chúng không phải loài được nhắm mục tiêu.